# Petter Hugsted
Alf Petter Hugsted (ur. 11 lipca 1921 w Kongsbergu, zm. 19 maja 2000 tamże) – norweski skoczek narciarski i piłkarz, złoty medalista olimpijski (1948).

## Kariera
W 1948 roku wziął udział w igrzyskach olimpijskich w Sankt Moritz, zdobywając złoty medal. Po pierwszej serii znajdował się na drugiej pozycji za Mattim Pietikäinenem, jednak w drugiej kolejce Hugsted skoczył 70,0 metrów, co było najlepszą odległością konkursu. Dzięki temu awansował na pierwsze miejsce, pozostałe miejsca na podium zajęli jego rodacy: drugi był Birger Ruud, a trzecie miejsce w konkursie zajął Thorleif Schjelderup. Pietikäinen ostatecznie zakończył zawody na czwartym miejscu.
Ponadto Hugsted wystartował na mistrzostwach świata w Lake Placid w 1950, zajmując siódme miejsce. Nigdy nie zdobył medalu mistrzostw kraju, jednak w 1940 i 1948 był drugi podczas zawodów Holmenkollen ski festival, a w 1947 był trzeci. W 1947 zwyciężył w fińskich zawodach Salpausselän Kisat odbywających się w Lahti, a w 1949 także na otwartych mistrzostwach Stanów Zjednoczonych i Kanady. Jako piłkarz był m.in. kapitanem reprezentacji 'B' Norwegii.
W czasie okupacji niemieckiej, wraz ze swym przyjacielem Birgerem Ruudem był w obozie koncentracyjnym Grini w Bærum, niedaleko Oslo.

## Osiągnięcia

### Igrzyska olimpijskie
| Miejsce | Dzień    | Rok  | Miejscowość  | Konkurs                         | Wynik     | Strata | Zwycięzca |
| ------- | -------- | ---- | ------------ | ------------------------------- | --------- | ------ | --------- |
| 1.      | 7 lutego | 1948 | Sankt Moritz | Skocznia normalna indywidualnie | 228.1 pkt | -      | -         |

### Mistrzostwa świata
| Miejsce | Dzień    | Rok  | Miejscowość | Konkurs                         | Wynik     | Strata    | Zwycięzca      |
| ------- | -------- | ---- | ----------- | ------------------------------- | --------- | --------- | -------------- |
| 7.      | 1 lutego | 1950 | Lake Placid | Skocznia normalna indywidualnie | 210,1 pkt | -10,3 pkt | Hans Bjørnstad |